# 欧库尔 (滨海塞纳省)
欧库尔（法語：Haucourt，法語發音：[okuʁ]）是法国滨海塞纳省的一个市镇，属于迪耶普区。

## 地理
欧库尔（49°38'27"N, 1°39'35"E）面积10.18 平方千米，位于法国诺曼底大区滨海塞纳省，该省份为法国北部沿海省份，其西部及北部濒大西洋英吉利海峡，东起顺时针与索姆省、瓦兹省、厄尔省和卡爾瓦多斯省接壤。
与欧库尔接壤的市镇（或旧市镇、城区）包括：克里基耶、加耶方丹、格吕梅尼勒、福尔默里。

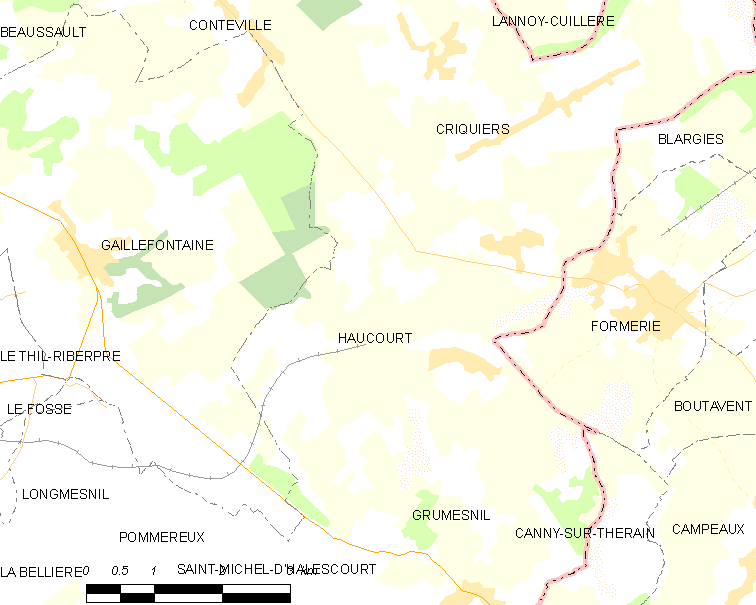
的OSM定位图

欧库尔的时区为UTC+01:00、UTC+02:00（夏令时）。

## 行政
欧库尔的邮政编码为76440，INSEE市镇编码为76343。

## 政治
欧库尔所属的省级选区为布赖地区古尔奈县。

## 人口

1962-2008年间人口变化图示

欧库尔于2022年1月1日时的人口数量为192人。